# مخادعة!
مخادعة! (بالإنجليزية: Hoodwinked!)‏ هو فيلم رسوم متحركة أمريكي لعام 2005 عن النوع الكوميدي الموسيقي، من تأليف وإخراج تود إدواردز، توني ليتش وكوري إدواردز على أساس قصة «ذات الرداء الأحمر». أعيد سردها كتحقيق من قبل الشرطة باستخدام قصص الخلفية لإظهار وجهات نظر الشخصيات المختلفة.

## وصلات خارجية
- مخادعة! على موقع IMDb (الإنجليزية)
- مخادعة! على موقع ميتاكريتيك (الإنجليزية)
- مخادعة! على موقع روتن توميتوز (الإنجليزية)
- مخادعة! على موقع نتفليكس (الإنجليزية)
- مخادعة! على موقع ألو سيني (الفرنسية)
- مخادعة! على موقع Turner Classic Movies (الإنجليزية)
- مخادعة! على موقع أول موفي (الإنجليزية)
- مخادعة! على موقع بوكس أوفيس موجو (الإنجليزية)
- مخادعة! على موقع فيلمافينيتي (الإسبانية)
- مخادعة! على موقع قاعدة بيانات الأفلام السويدية (السويدية)